# Гэлвин, Тони
Тони Гэлвин (англ. Tony Galvin, род. 12 июля 1956, Хаддерсфилд) — ирландский футболист, левый фланговый полузащитник.
Двукратный обладатель Кубка Англии. Обладатель Суперкубка Англии по футболу. Обладатель Кубка УЕФА.

## Клубная карьера
Во взрослом футболе дебютировал выступлениями за команду «Гул» — представителя одной из низших лиг Англии.
Своей игрой за эту команду привлёк внимание скаутов клуба «Тоттенхэм Хотспур», к составу которого присоединился в 1978 году. Сыграл за лондонский клуб следующие девять сезонов своей игровой карьеры. Большую часть времени, проведённого в составе «Тоттенхэм Хотспур», был основным игроком команды.
В течение 1987—1989 годов защищал цвета команды клуба «Шеффилд Уэнсдей».
Завершил профессиональную игровую карьеру в клубе одного из низших дивизионов «Суиндон Таун», за команду которого выступал в течение 1989—1990 годов.

## Карьера в сборной
В 1982 году дебютировал в официальных матчах в составе национальной сборной Ирландии. В течение карьеры в национальной команде, которая длилась 8 лет, провёл в футболке национальной сборной 29 матчей, забив 1 гол.
В составе сборной был участником чемпионата Европы 1988 года в ФРГ, на котором принял участие в трёх играх.

## Достижения
«Тоттенхэм Хотспур»
- Обладатель Кубка Англии (2): 1980/81, 1981/82
- Обладатель Суперкубка Англии по футболу: 1981
- Обладатель Кубка УЕФА: 1983/84